# Sachniwka (Tscherkassy)
Sachniwka (ukrainisch Сахнівка; russisch Сахновка Sachnowka, polnisch Sachnówka) ist ein Dorf in der ukrainischen Oblast Tscherkassy mit etwa 1400 Einwohnern (2001).
Das Dorf liegt auf einer Höhe von 90 m am Ufer des Ros, einem 346 km langen, rechten Nebenfluss des Dnepr, 10 km nördlich vom Gemeindezentrum Nabutiw (Набутів), 21 km nordöstlich vom ehemaligen Rajonzentrum Korsun-Schewtschenkiwskyj und etwa 55 km westlich vom Oblastzentrum Tscherkassy.
Am 19. September 2016 wurde das Dorf zum Zentrum der neugegründeten Landgemeinde Nabutiw, bis dahin bildete die gleichnamige Landratsgemeinde Sachniwka (Сахнівська сільська рада/Sachniwska silska rada) im Nordosten des Rajons Korsun-Schewtschenkiwskyj.
Am 17. Juli 2020 kam es im Zuge einer großen Rajonsreform zum Anschluss des Rajonsgebietes an den Rajon Tscherkassy.

## Geschichte
Bevor das Dorf seinen heutigen Namen trug, hieß es auch Ossetriw (Осетрів) was zu deutsch Stör heißt und das Ortswappen erklärt.
Im Dorf befanden sich 1765 78 Gebäude. Am 21. Februar 1792 erhielt das Dorf vom polnischen König Stanislaus II. August Poniatowski den Status einer Stadt und das Magdeburger Stadtrecht. 1864 gab es mehr als 200 Gebäude und 1620 Einwohner. Zwischen 1781 und 1783 bereiste der deutsch-schweizerischer Maler und Militäringenieur Johann Heinrich Müntz die Ukraine und schuf ein Album mit 140 farbigen Aquarellen, darunter auch Bilder der Umgebung von Sachniwka. Die für ihre Tabakindustrie bekannte Ortschaft hatte, laut dem Brockhaus-Efron, etwa 3000 Einwohner, eine Schule, eine Kirche, mehrere Geschäfte, sowie zahlreiche Mühlen und Windmühlen. In Sachniwka wurden in der ersten Hälfte des 19. Jahrhunderts bis zu 10.000 Pud Tabak pro Jahr produziert. Seit den 1840er Jahren ersetzte man den Tabak durch Rüben und die Tabakproduktion sank auf 200 Pud pro Jahr.

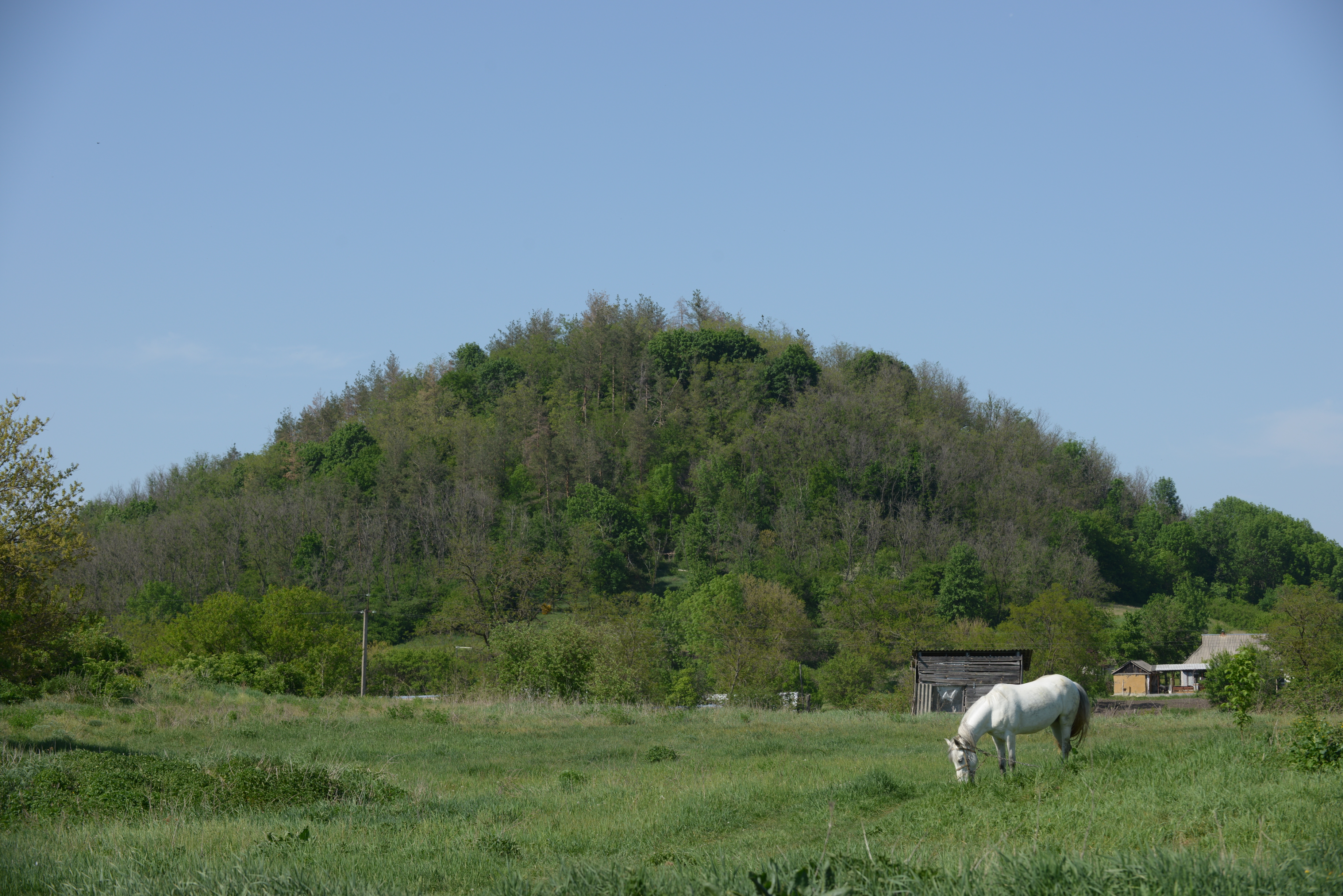
Der Berg Pastuschka (Пастушка) bei Sachniwka